# Vekk med dampen
Vekk med dampen (deutsch „Weg mit dem Dampf“) war ein 1954/55 erstelltes Programm der Norges Statsbaner (NSB) zur Modernisierung und Rationalisierung des Eisenbahnbetriebs in Norwegen durch Reduzierung des Dampfbetriebes, Stilllegungen unrentabler Strecken und Elektrifizierung von Hauptstrecken. Großen Anteil daran hatte Halvdan Eyvind Stokke, von 1950 bis 1965 Generaldirektor der NSB.

## Vorgeschichte
Bis in die frühen 1900er Jahre waren Dampflokomotiven im normalen Fahrbetrieb universell eingesetzt. Die Schweiz, Schweden und Italien waren Pioniere bei der Elektrifizierung der Bahnstrecken in Europa. Die Schweiz hat ihr gesamtes Eisenbahnnetz elektrifiziert. In Norwegen wurde die erste Strecke zwischen Tinnoset und Notodden 1911 mit Fahrleitungen überspannt.
1949 setzte das Storting eine Kommission ein, die alle Fragen zu den neu festgesetzten Anforderungen im Eisenbahnwesen beleuchten sollte. Besonders die in der Expansionsphase der norwegischen Strecken in den 1870er Jahren verwendete Schmalspur war ein wichtiges Thema. Die Schmalspur hatte viele Anhänger sowohl im Parlament wie bei den Eisenbahnbehörden, weil die Strecken kostengünstig zu bauen waren. Von den 1562 km Bahnstrecken, die bis 1890 entstanden, wurden 970 km in Schmalspur und 592 km in Normalspur gebaut. Die Diskussion über die Spurweiten endete erst 1898, als die Entscheidung fiel, Bergensbanen in Normalspur zu bauen. Mit erheblichen Kosten wurden später alle Schmalspurbahnen außer Aurskog–Hølandsbanen und Setesdalsbanen auf Normalspur umgerüstet.
1952 folgte ein Plan, der die Umstellung verschiedener Strecken auf elektrischen Betrieb vorsah. Darunter waren Vestfoldbanen, Østfoldbanen – östliche Linie, Hokksund–Hønefoss, Hønefoss–Roa–Oslo, Grefsen–Alnabru, Voss–Hønefoss, Roa–Gjøvik und Hamar–Dombås–Trondheim. Danach sollte die Elektrifizierung 1970 mit der Dovrebane beendet sein. Dazu verwendete man in Norwegen einphasigen Wechselstrom mit einer Spannung von etwa 16.000 V und einer Frequenz von 16 2/3 Hz. Die Kommission legte am 6. Februar 1953 ihren Bericht vor.
NSB startete infolge dieser Elektrifizierungsvorhaben 1954/55 das Programm "Vekk med dampen". Danach wurde beschlossen, bei allen nicht im Plan enthaltenen Strecken, zu dieser Zeit Nordlandsbanen, Rørosbanen und Raumabanen, die Dampflokomotiven durch Diesellokomotiven zu ersetzen.

## Ersatz der Dampflokomotiven
Mit dem Programm wurden große Beschaffungsaufträge für Diesellokomotiven von 1955 an vergeben. Neben den Lokomotiven der Typen Di 2 und Di 3 beschaffte NSB neue Dieseltriebwagen für den Nahverkehr und Rangierlokomotiven für den Bahnhofsverschub, um alle Dampflokomotiven der NSB während der folgenden 15 Jahre zu ersetzen. Die letzte Dampflokomotive wurde 1971 aus dem Regelbetrieb genommen.

## Stilllegungen
| Bahnstrecke        | Länge    | Stilllegung       | Bemerkungen         |
| ------------------ | -------- | ----------------- | ------------------- |
| Ålgård–Ganddal     | 12,30 km | 1. November 1955  | nur Personenverkehr |
| Hen–Sperillen      | 24 km    | 1. August 1957    |                     |
| Jaren–Røykenvik    | 23,91 km | 11. November 1957 |                     |
| Vikersund–Krøderen | 25,97 km | 19. Januar 1958   | nur Personenverkehr |

Nebenstehende Strecken wurde infolge des Berichtes der Kommission eingestellt:
Die Einstellung der Strecke Rise–Grimstad wurde ebenfalls vorgeschlagen, deren Einstellung erfolgte 1961.
In diesem Zeitraum wurde überlegt, die Bahn im Setesdal auf Normalspur umzubauen sowie die Strecke nach Ustaoset an der Bergensban zu verlängern. Der größere Teil der Eisenbahnkommission von 1949 empfahl diese Maßnahmen nach umfangreichen Befragungen und Beratungen. Der Vorstand der Staatsbahn sprach sich jedoch für die Stilllegung aus. Das Vekk med dampen-Projekt war ein wichtiges Argument für die Stilllegung der unrentablen Nebenstrecke.
Bei der Beratung im Storting am 13. Januar 1960, bei der entweder die Schließung oder der Umbau zur Debatte stand, entschlossen sich die Abgeordneten mit neun Gegenstimmen für die Stilllegung. Zum 1. September 1962 wurde nach Absprache mit der Bahnverwaltung und Statens vegvesen der Beschluss ausgeführt. Die Strecke bestand nur 66 Jahre.

## Zehnjahresplan 1959/60–1968/69
Im Investitionsplan für die Zeit von 1959/60 bis 1968/69 wurde unter den Punkten 22 und 23 die Fortsetzung des Vekk med dampen-Programms einschließlich der weiteren Elektrifizierung sowie der Verdieselung des Strecken- und Rangierverkehrs festgeschrieben. Zum Ende dieses Zeitraumes wurde mit dem Abschluss des genehmigten Elektrifizierungsprogrammes gerechnet.
Der NSB-Vorstand schlug für den Zehnjahresplan im Haushaltsentwurf für 1959/60 vor, die Urskog–Hølandsbanen, seit 1947 Aurskog–Hølandsbanen, einzustellen. Diese Strecke hatte eine Spurweite von 750 mm. Die Einstellung geschah noch 1960, lediglich ein Reststück von fast vier Kilometern blieb als Museumsbahn erhalten.